# Madonna di Velletri
La Madonna col Bambino è un dipinto a tempera e oro su tavola (110,4x66,3 cm) di Gentile da Fabriano, databile al 1426-1427 circa e conservata nel Museo diocesano di Velletri.

## Storia
L'opera è l'unica risalente al soggiorno romano di Gentile (forse dal 1426, sicuramente al 28 gennaio 1427), dove lavorò ai perduti affreschi in San Giovanni in Laterano prima di morirvi, tra l'agosto e l'ottobre 1527. L'opera si trovava nella chiesa dei Santi Cosma e Damiano a Roma, da dove raggiunse Velletri nel 1633, quando Ludovico Ciotti di San Paolo, Generale del terz'ordine francescano, la donò alla locale chiesa di Sant'Apollonia.
Il restauro del 1912 ha permesso di recuperare l'originaria forma a cuspide della tavola.

## Descrizione e stile
La tavola è molto rovinata, con la completa perdita del colore lungo i giunti delle assi e in un'ampia porzione al centro, che però risparmia i volti di Maria e del Bambino. Si tratta di una Madonna dell'umiltà, con Maria seduta su un cuscino, riccamente decorato, in terra, sullo sfondo di un pancale decorato da intarsi e intagli alla maniera senese. Nell'aureola di Maria si legge l'iscrizione "[a]ve maria [grat]ia [plena]" e sull'orlo del suo manto "AVE GRATI[A]".
Maria doveva assumere una posizione in tralice di tre quarti, all'insegna di una pienezza corporea che si nota anche nella parte superstite del Bambino, che regge un lembo del mantello della madre. Una punta del suo piede dimostra che doveva sgambettare gioiosamente. Due angeli ai lati sono dipinti con leggeri tocchi di pennello a creare un'apparizione evanescente e ultraterrena, un espediente usato da Gentile anche in altre opere.